# Хожове
Хожове (біл. вёска Хажова) — село в складі Молодечненського району Мінської області, Білорусь. Село є адміністративним центром Хожівської сільської ради, розташоване в західній частині області.